# Langen (Emsland)
Langen (Emsland) este o comună din landul Saxonia Inferioară, Germania.

## Populație
|           | 1880 | 1900 | 1925  | 1933  | 1939  | 1950  |
| --------- | ---- | ---- | ----- | ----- | ----- | ----- |
| Populație | 890  | 926  | 1.151 | 1.180 | 1.164 | 1.388 |

1. ↑  Alle politisch selbständigen Gemeinden mit ausgewählten Merkmalen am 31.12.2018 (4. Quartal) (în germană), Statistisches Bundesamt[*], arhivat din original la 10 martie 2019, accesat în 10 martie 2019